# Serie A2 2019-2020 (pallamano femminile)
La Serie A2 2019-2020 è la seconda serie del campionato italiano della pallamano femminile.

## Formula
Il campionato femminile di A2 di pallamano per la stagione 2019-2020 vede 34 squadre al via, suddivise in 4 raggruppamenti; sono iscritte 5 squadre "riserve" di squadre di A1. I gironi A e C si dividono in fase regolare e fase a orologio (nel girone A disputato su due concentramenti), i gironi B e D sono strutturati all'italiana. Le prime 2 di ogni raggruppamento accedono ai play-off.

## Avvenimenti
Il campionato subisce uno stop di quasi un mese per l'emergenza di Coronavirus che colpisce l'Italia. Il 5 aprile la Federazione decide di chiudere anticipatamente la stagione regolare dal momento che risulta difficile concludere il campionato. Le prime classificate di ogni girone vengono promosse in Serie A senza passare per i playoff.

## Girone A

### Stagione regolare
|  | Pos. | Squadra             | Pt | G  | V | N | S  | GF  | GS  | D   | Note |
|  | ---- | ------------------- | -- | -- | - | - | -- | --- | --- | --- | ---- |
|  | 1.   | Leonessa Brescia    | 16 | 10 | 7 | 2 | 1  | 282 | 218 | +64 |      |
|  | 2.   | Venplast Dossobuono | 14 | 10 | 6 | 2 | 2  | 302 | 259 | +43 |      |
|  | 3.   | Lions Sassari       | 12 | 10 | 6 | 0 | 4  | 215 | 225 | -10 |      |
|  | 4.   | Cassano Magnago B   | 10 | 10 | 4 | 2 | 4  | 265 | 261 | +4  |      |
|  | 5.   | Pol. Ferrarin       | 4  | 10 | 2 | 0 | 10 | 223 | 281 | -58 |      |
|  | 6.   | Sardegna            | 4  | 10 | 2 | 0 | 10 | 236 | 279 | -43 |      |

### Seconda fase
|  | Pos. | Squadra             | Pt | %    | G  | V | N | S | GF  | GS  | D   | Note       |
|  | ---- | ------------------- | -- | ---- | -- | - | - | - | --- | --- | --- | ---------- |
|  | 1.   | Leonessa Brescia    | 18 | 1.63 | 11 | 8 | 2 | 1 | 308 | 240 | +68 | Promozione |
|  | 2.   | Venplast Dossobuono | 18 | 1.50 | 12 | 8 | 2 | 2 | 360 | 300 | +60 |            |
|  | 3.   | Lions Sassari       | 14 | 1.27 | 11 | 7 | 0 | 4 | 239 | 247 | -8  |            |
|  | 4.   | Cassano Magnago B   | 10 | 0.83 | 12 | 4 | 2 | 6 | 301 | 311 | -10 |            |
|  | 5.   | Pol. Ferrarin       | 4  | 0.36 | 11 | 2 | 0 | 9 | 258 | 303 | -45 |            |
|  | 6.   | Sardegna            | 4  | 0.36 | 11 | 2 | 0 | 9 | 250 | 315 | -65 |            |

## Girone B
|  | Pos. | Squadra                 | Pt | %     | G  | V  | N | S  | GF  | GS  | D    | Note       |
|  | ---- | ----------------------- | -- | ----- | -- | -- | - | -- | --- | --- | ---- | ---------- |
|  | 1.   | Guerriere Malo          | 27 | 1.80  | 15 | 13 | 1 | 1  | 420 | 330 | +90  | Promozione |
|  | 2.   | Cellini Padova          | 27 | 1.68  | 16 | 13 | 1 | 2  | 440 | 303 | +137 |            |
|  | 3.   | Mettalsider Mezzocorona | 28 | 1.64  | 17 | 13 | 2 | 2  | 464 | 333 | +131 |            |
|  | 4.   | SSV Bruneck             | 24 | 1.41  | 17 | 12 | 0 | 5  | 455 | 368 | +87  |            |
|  | 5.   | SSV Taufers             | 20 | 1.17  | 17 | 10 | 0 | 7  | 377 | 339 | +38  |            |
|  | 6.   | Brixen Südtirol B       | 20 | 1.17  | 17 | 10 | 0 | 7  | 439 | 405 | +34  |            |
|  | 7.   | Schenna                 | 14 | 0.87  | 16 | 7  | 0 | 9  | 358 | 375 | -17  |            |
|  | 8.   | CUS Udine               | 4  | 0.26  | 15 | 2  | 0 | 13 | 286 | 386 | -100 |            |
|  | 9.   | Wurbs Oderzo B          | 4  | 0.25  | 16 | 2  | 0 | 14 | 307 | 420 | -113 |            |
|  | 10.  | Algund (-3)             | 3  | 0.18  | 16 | 3  | 0 | 13 | 330 | 440 | -110 |            |
|  | 11.  | Musile (-3)             | -1 | -0.07 | 14 | 1  | 0 | 13 | 225 | 402 | -177 |            |

## Girone C

### Stagione regolare
|  | Pos. | Squadra                  | Pt | G  | V  | N | S  | GF  | GS  | D    | Note |
|  | ---- | ------------------------ | -- | -- | -- | - | -- | --- | --- | ---- | ---- |
|  | 1.   | Polisportiva Cingoli     | 25 | 14 | 12 | 1 | 1  | 424 | 319 | +105 |      |
|  | 2.   | Flavioni Civitavecchia   | 21 | 14 | 10 | 1 | 3  | 360 | 306 | +54  |      |
|  | 3.   | Tushe Prato              | 19 | 14 | 9  | 1 | 4  | 389 | 319 | +80  |      |
|  | 4.   | Marconi Jumpers          | 16 | 14 | 8  | 0 | 6  | 312 | 300 | +12  |      |
|  | 5.   | Globo TMS Bioapta Teramo | 12 | 14 | 6  | 0 | 8  | 346 | 341 | +5   |      |
|  | 6.   | Euromed Mugello (-3)     | 7  | 14 | 5  | 0 | 9  | 309 | 363 | -54  |      |
|  | 7.   | Ariosto Ferrara B        | 7  | 14 | 3  | 1 | 10 | 317 | 370 | -63  |      |
|  | 8.   | Chiaravalle              | 2  | 14 | 1  | 0 | 13 | 254 | 393 | -139 |      |

### Seconda fase
|  | Pos. | Squadra                  | Pt | %    | G  | V  | N | S  | GF  | GS  | D    | Note       |
|  | ---- | ------------------------ | -- | ---- | -- | -- | - | -- | --- | --- | ---- | ---------- |
|  | 1.   | Polisportiva Cingoli     | 31 | 1.82 | 17 | 15 | 1 | 1  | 519 | 374 | +145 | Promozione |
|  | 2.   | Tusher Prato             | 22 | 1.36 | 16 | 10 | 2 | 4  | 448 | 376 | +72  |            |
|  | 3.   | Flavioni Civitavecchia   | 23 | 1.35 | 17 | 11 | 1 | 5  | 438 | 385 | +53  |            |
|  | 4.   | Marconi Jumpers          | 18 | 1.12 | 16 | 9  | 0 | 7  | 358 | 340 | +18  |            |
|  | 5.   | Globo TMS Bioapta Teramo | 14 | 0.82 | 17 | 7  | 0 | 10 | 422 | 418 | +4   |            |
|  | 6.   | Euromed Mugello (-3)     | 10 | 0.58 | 17 | 6  | 1 | 10 | 401 | 449 | -48  |            |
|  | 7.   | Ariosto Ferrara B        | 9  | 0.56 | 16 | 4  | 1 | 11 | 375 | 435 | -60  |            |
|  | 8.   | Chiaravalle              | 2  | 0.25 | 16 | 1  | 0 | 15 | 279 | 463 | -184 |            |

## Girone D
|  | Pos. | Squadra               | Pt | %    | G  | V  | N | S  | GF  | GS  | D    | Note       |
|  | ---- | --------------------- | -- | ---- | -- | -- | - | -- | --- | --- | ---- | ---------- |
|  | 1.   | AC Life Style Erice   | 24 | 2.00 | 12 | 12 | 0 | 0  | 476 | 158 | +318 | Promozione |
|  | 2.   | Cassa Rurale Pontinia | 20 | 1.66 | 12 | 10 | 0 | 2  | 331 | 212 | +119 |            |
|  | 3.   | Conversano            | 18 | 1.50 | 12 | 9  | 0 | 3  | 335 | 239 | +96  |            |
|  | 4.   | Messina               | 13 | 1.00 | 13 | 6  | 1 | 6  | 303 | 326 | -23  |            |
|  | 5.   | Aretusa               | 11 | 0.91 | 12 | 5  | 1 | 6  | 283 | 276 | +7   |            |
|  | 6.   | PDO Salerno B         | 11 | 0.91 | 12 | 5  | 1 | 6  | 262 | 285 | -23  |            |
|  | 7.   | Fidaleo Fondi         | 6  | 0.50 | 12 | 2  | 2 | 8  | 277 | 363 | -86  |            |
|  | 8.   | Benevento             | 6  | 0.46 | 13 | 2  | 2 | 9  | 214 | 353 | -139 |            |
|  | 9.   | V. Ferrara Benevento  | 1  | 0.08 | 12 | 0  | 1 | 11 | 168 | 440 | -272 |            |